# Jezioro Podłużne
Jezioro Podłużne (biał. возера Падлужнае, woziera Padłużnaje) – jezioro na Białorusi, w obwodzie witebskim, w rejonie głębockim, w dorzeczu rzeki Bereźwicy (wypływa z jeziora), leży w granicach miasta Głębokie, 3 km od centrum, w dzielnicy Berezwecz.

## Opis
Powierzchnia jeziora wynosi 0,16 km², długość 0,55 km, największa szerokość to 0,42 km. Długość linii brzegowej wynosi 1,62 km, a powierzchnia zlewni 9,25 km².
Zbocza niecki są wysokie na 6 m, łagodne, na zachodzie strome do 11 metrów wysokości, porośnięte lasem i krzewami. Jest połączone strumieniami z jeziorami Muszkackim i Wielkim.

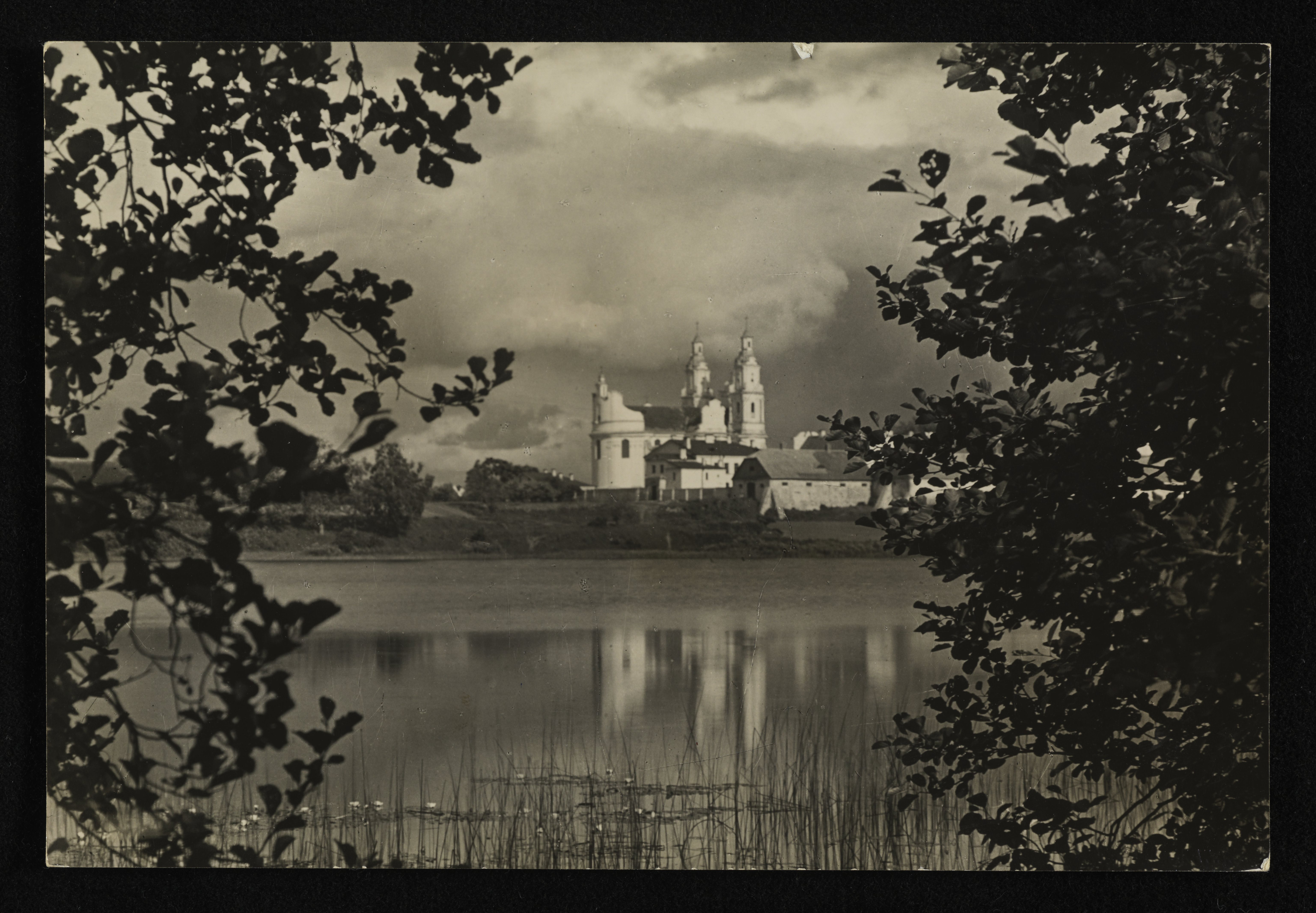
Jezioro w 1925 r., widoczny klasztor w Berezweczu